# Paopao
Paopao est une commune associée de Moorea-Maiao en Polynésie française.

## Galerie

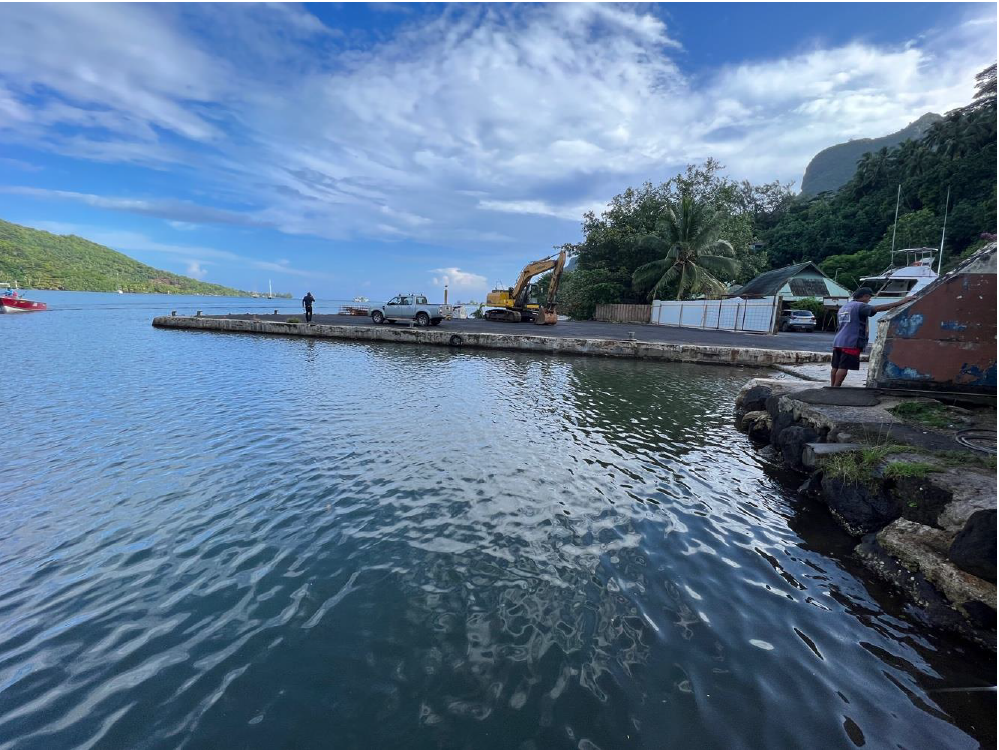
ancien quai
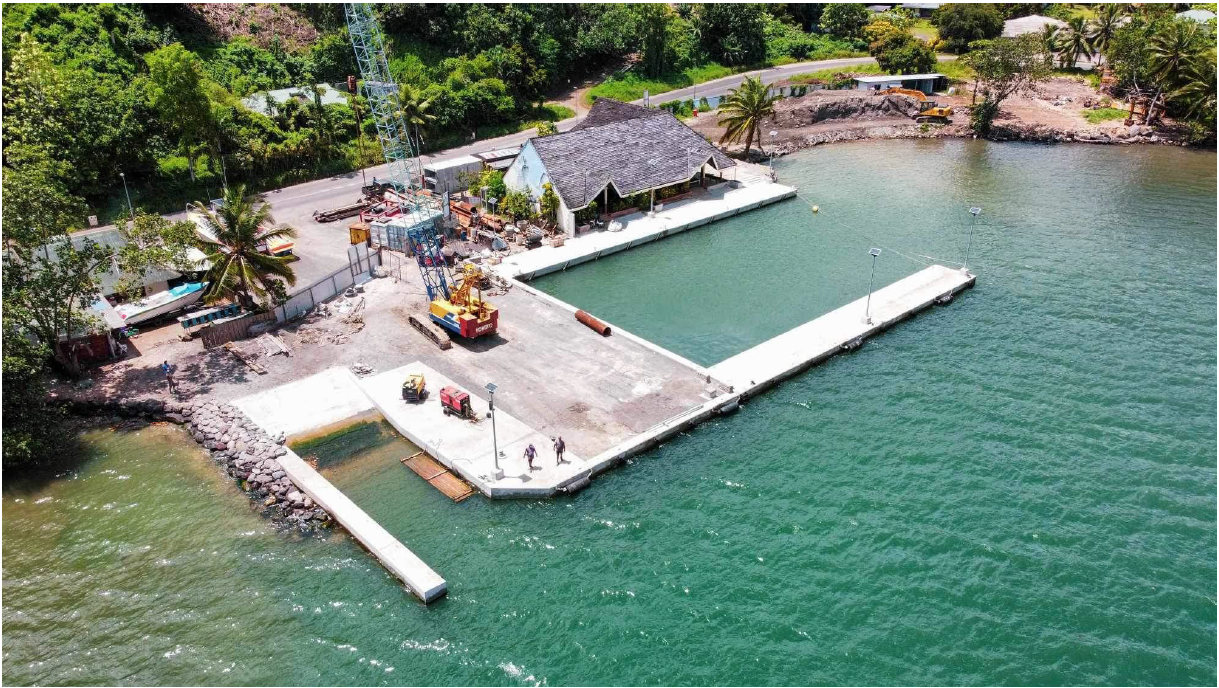
nouveau quai
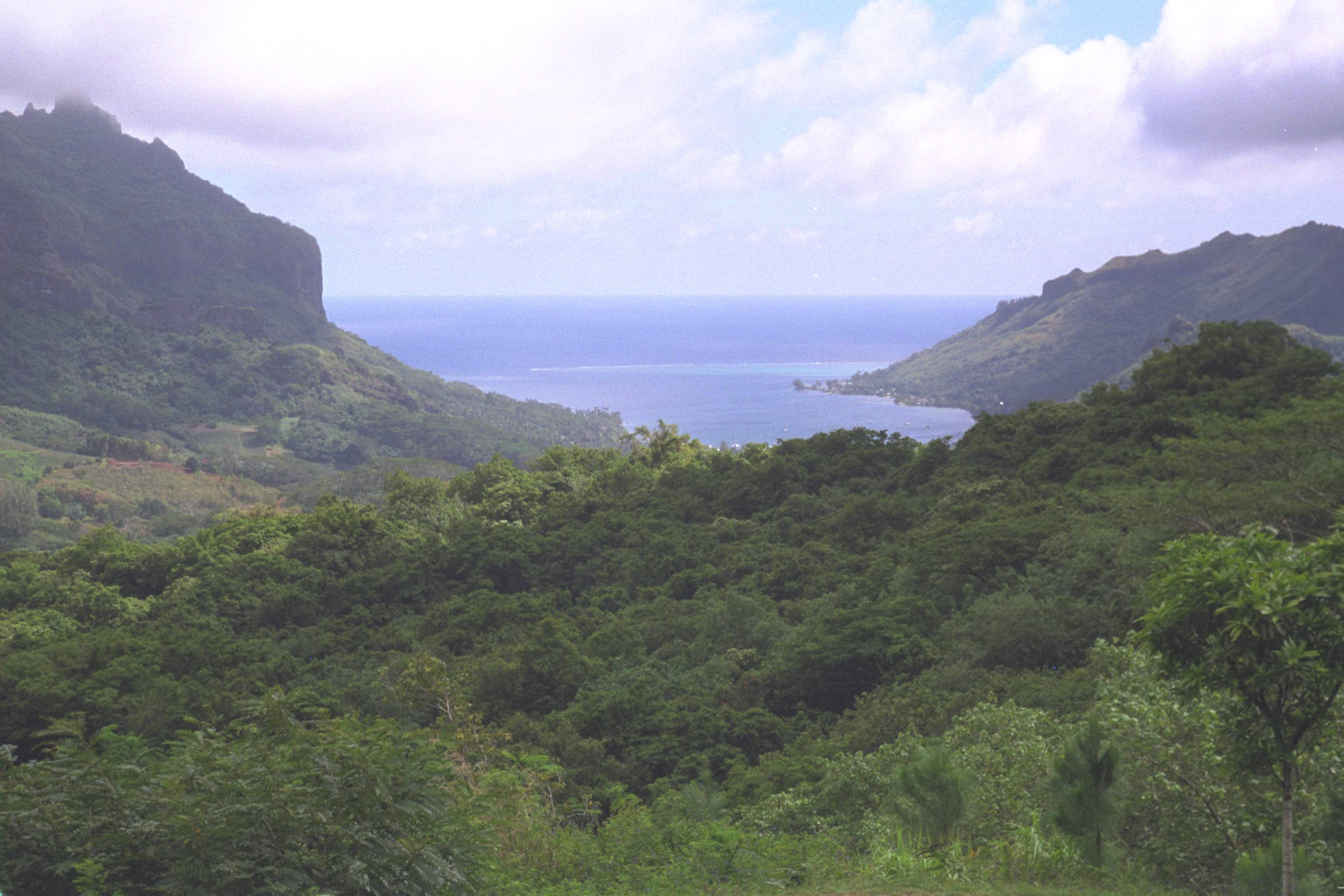
Baie de Cook